# عثمان بن يحيى
عثمان بن عبد الله بن يحيى (1238 - 1332 هـ) مفتي وعالم دين مسلم له دور عظيم في الشؤون الإسلامية في جاوة الغربية، وخصوصًا في جاكرتا. ركز أعماله في التأليف والفتاوى، وبلغ عدد مؤلفاته إلى أكثر من مئة جلّها بلغة الملايو الدارجة وهي منتشرة. وله مكانة محترمة لدى حكومة هولندا.

## نسبه
عثمان بن عبد الله بن عقيل بن عمر بن عقيل بن شيخ بن عبد الرحمن بن عقيل بن أحمد بن يحيى بن حسن الأحمر بن علي العناز بن علوي بن محمد مولى الدويلة بن علي بن علوي الغيور بن الفقيه المقدم محمد بن علي بن محمد صاحب مرباط بن علي خالع قسم بن علوي بن محمد بن علوي بن عبيد الله بن أحمد المهاجر بن عيسى بن محمد النقيب بن علي العريضي بن جعفر الصادق بن محمد الباقر بن علي زين العابدين بن الحسين السبط بن علي بن أبي طالب، وعلي زوج فاطمة بنت محمد ﷺ.
فهو الحفيد 32 لرسول الله محمد ﷺ في سلسلة نسبه.

## مولده ونشأته
ولد في باتافيا (جاكرتا) في السابع عشر من شهر ربيع الأول سنة 1238 هـ، ووالدته أمينة بنت عبد الرحمن بن أحمد المصري. تلقى علومه في مكة المكرمة حيث انتقل إليها والده، وذهب إلى مصر ودرس فيها وتزوج هناك من امرأة مصرية. وواصل رحلته إلى تونس، وأخذ عن مفتيها وتبادلا الأفكار معًا. ومن تونس ذهب بعد ذلك ودرس في الجزائر ثم انتقل إلى المغرب ليدرس على أيدي علماء مغاربة مختلفين، حيث تعمقت معرفته بالشريعة في تلك البلدان الواقعة في شمال أفريقيا قبل أن يتحول إلى سوريا للقاء علماء تلك البلاد. وواصل رحلته إلى تركيا التي كانت لا تزال تحت حكم السلطنة العثمانية. فيما بعد ذهب إلى القدس في فلسطين قبل أن يعود إلى مكة. وزار حضرموت وأخذ عن جمع من علمائها.

## شيوخه
درس القرآن والتفسير والحديث والتوحيد والفقه والتصوف والعلوم الإسلامية الأخرى على مشايخ علماء منهم:
| - والده عبد الله بن عقيل بن يحيى - جده عبد الرحمن بن أحمد المصري | - أحمد بن زيني دحلان - عبد الله بن عمر بن يحيى | - حسين بن عبد الله بن طاهر - سالم بن عبد الله بن سمير |  |

## حياته العلمية
عاد إلى باتافيا في ربيع الأول عام 1279 هـ بعد 22 عامًا من الرحلة في طلب العلم والمعرفة واستقر في باتامبوران من ضواحي باتافيا. وهناك كتب وألّف كتبا عديدة حوالي 116 كتابًا. وأسس شركة طباعة خاصة به اسمها "Pertjetakan Batu"، وتجدر الإشارة إلى أن مطبعته الحجرية هي الأولى في إندونيسيا والتي أصبحت ركيزة لنشر الفكر والتعليم في المجتمع. كما افتتح مجلسه للتعليم والذي يحضره العديد من الأشخاص بما في ذلك بعض العلماء الآخرين من جميع أنحاء باتافيا والمناطق المحيطة بها، وكان من بين طلابه علي بن عبد الرحمن الحبشي. كما كان عضوًا مهمًا في جمعية خير في باتافيا عام 1326 هـ. كان بينه وبين محمد بن عقيل بن يحيى خلاف في بعض المفاهيم العلمية التاريخية، فتلقى عثمان بن يحيى من محمد بن عقيل انتقادات لاذعة في كتابه «تقوية الإيمان» بل تصدى له في الصحف العربية.

## حياته السياسية
عُين مفتيًا لباتافيا عام 1289 هـ. وكانت الحكومة الهولندية تدفع له راتبا شهريا منذ عام 1306 هـ حتى وفاته لتقديم المشورة في السياسة الإسلامية، ومُنح لقب المستشار الفخري لشؤون العرب عام 1308 هـ. وأصبحت لديه علاقات تعاون مع المستشرق الهولندي سنوك هرخرونيه الذي وصل إلى باتافيا في عام 1306 هـ، وناقش فيها هرخرونيه مع الحاكم العام كورنيليس بيجناكر هورديك [الإنجليزية] في إمكانية توظيف عثمان بن يحيى في الإدارة الاستعمارية، كما رشحه ليكون مساعد له بمقابل مادي، واقترح أن يدفع هو بنفسه لعثمان بتكتم لتجنب أي تأثير سلبي لمكانته بين المسلمين. وقد وافقت الإدارة الاستعمارية على جميع طلبات هرخرونيه. فيما انتقدت أحزاب كثيرة عثمان بن يحيى لتقربه من المستشرق الهولندي حيث أن قربه من هرخرونيه كان قائما على اعتقاده في ذلك الوقت بأنه مسلم ولم يكن يعلم أن هرخرونيه تظاهر فقط باعتناق الإسلام.
كان عثمان بن يحيى ناشطًا أيضًا في السياسة المحلية إلى جانب هرخرونيه حيث تدخل في تعيين قائد العرب [الإنجليزية] الجديد في باتافيا عام 1308 هـ من خلال دعم عمر منقوش بدلًا من بالوعل كمرشح. وفي 20 محرم 1323 هـ تم تعيينه كعضو في المجلس البلدي لباتافيا ولكنه استقال في 24 جمادى الأولى 1323 هـ، وقد كان قبوله لهذا المنصب القصير تحت تأثير وضغط من سنوك هرخرونيه.
كانت مواقف عثمان بن يحيى في السياسة في بعض الأحيان مثيرة للجدل إلى حد كبير، لا سيما في موقفه من الجهاد والحرب فيما يتعلق بأعمال الشغب ضد الهولنديين في سيليغون وبنتن. وعلى الرغم من أن عثمان بن يحيى كان لديه سبب وجيه في حجته، إلا أن العديد من العلماء اعتبروه عميلًا استعماريًا. علاوة على ذلك، فقد ساعد عثمان هرخرونيه بإصدار فتوى لدعم الهولنديين في حربهم ضد آتشيه. ومن بين الحوادث الأخرى التي أثارت غضب الباتافيين والعرب السنغافوريين كانت قراءة عثمان بن يحيى للدعاء بمناسبة تتويج الملكة فيلهلمينا في عام 1316 هـ، وفي ذلك الوقت مُنِح وسام الأسد الهولندي Orde van de Nederlandsche Leeuw. ووصفه معارضوه بأنه صديق للكفار، وأدانوه في رسائل إلى الصحافة العربية ومنشورات مطبوعة في سنغافورة.

## مؤلفاته
يعد من المكثرين في التأليف، إذ بلغت عدد مؤلفاته ما يقرب من 160 كتابًا ورسالة، أكثرها بلغة الملايو الإندونيسية، ومعظم مؤلفاته كانت تطبع في مطبعته الحجرية. فمنها:
| - «إرشاد الأنام في أركان الإسلام» - «القوانين الشرعية» وهو أكبر مؤلفاته - «عقد الجُمَّان في آداب وأحكام تلاوة القرآن» - «تمييز الحق من الضلال في الصيام والهلال» - «سعادة الأنام في التمسك بدين الإسلام» - «بُنَّة الجليس وقهوة الأنيس» في التصوف - «تفتيح المقلتين وتبيين المفسدتين المخبأتين في الرسالة المعماة بصلح الجماعتين» | - «خلاصة القول السديد في منع إحداث تعدد الجمعة في المسجد الجديد» - «مسألة في الدعاء لغير المسلم وهو والي الأمر في البلدان التي فيها المسلمون» - «النبذة اللطيفة في النصيحة المنيفة» - «تغريد قمري الحمايم في الحث على لبس العمايم» - «إيقاظ النيام في ما يتعلق بالأهلة والصيام» - «صون الدين عن نزغات المضلين» - «تحرير أقوى الأدلة في تحصيل عين القبلة» |

## وفاته
توفي في الحادي والعشرين من شهر صفر سنة 1332 هـ بجاكرتا، ودفن في مقبرة كاريت بيفاك، ثم نقل جثمانه إلى منطقة بوندوك بامبو بشرق جاكرتا.